# Poblat d'Adar
Adar o Adà és una entitat de població al municipi de Llardecans, a la comarca del Segrià, declarat Bé Cultural d'Interès Nacional el 1949.
Aquest despoblat es troba sobre un turó que domina l’encreuament entre les pistes de terra que comuniquen Maials i Llardecans amb la zona de l’horta d'Aitona.

## Història
Gairebé no hi ha notícies sobre aquest lloc. Algun autor ha considerat que podia haver estat el campament pompeià de la darrera fase de la batalla d'Ilerda l'any 49 aC, però no hi ha cap prova que ho demostri. La documentació esmenta Pere Arnau de Cervera com a senyor d'Adar al començament del segle xiv, el qual concedí una carta de poblament l'any 1314 a una sèrie de famílies perquè poblessin i fortifiquessin el lloc, cosa que vol dir que la primera repoblació de l'indret devia haver fracassat. Ja en època moderna consta que Adar pertanyia als Hospitalers de Torres de Segre.
El tossal on hi ha el vilatge és un esperó destacat que domina la vall d'Adar pel nord, la de Bigues i Maials, pel sud i la unió de totes tres per l'oest. El més interessant en aquest indret és l'existència, al planell que hi ha el cim del turó, de nombroses restes de murs dels habitatges del poble que hi hagué a l'època medieval. Al sector sud-oest és on es veu més bé. S'endevina l'existència de set o vuit parets paral·leles, separades entre elles uns 3 o 4 m i que cloïen, a banda i banda, uns espais rectangulars que corresponen a uns habitatges. El gruix dels murs, fets amb carreus, és d'uns 70 cm. La seva superfície és gairebé plana i fa uns 80 m de llargada per 40 m d'amplada. Al bell mig destaca una capella dedicada a Sant Marc, d'origen romànic i reconstruïda al XVIII, de la qual només es conserven les parets.
L'estiu de 2022, una campanya d'excavació de l'interior de l'ermita de Sant Marc d'Adà i també de l'extrem nord del mateix poblat va permetre confirmar el característic urbanisme de l'assentament, amb un carrer central, del qual hi ha restes de l'empedrat, envoltat de cases de planta rectangular protegides per una gran muralla perimetral. Tot plegat com una petita vila closa fortificada del segle XIV.

## L'Arc d'Adar
Darrere les restes de la capella, hi ha l'element més singular del lloc: es tracta d'un arc de diafragma apuntat que resta dret sense cap estructura a la vora, l'Arc d'Adar, considerat un símbol de la comarca del Segrià.
Fa 3,60 m d'alçada i 6,30 de llum, i les dimensions dels seus carreus són 54 cm per 38 cm. Hi ha indicis a l'est i a l'oest de l'existència de murs que podrien correspondre a l'edifici del qual formà part aquesta arcada. Josep Lladonosa defensà l'origen àrab del lloc i considerà encertadament l'arc esmentat com d'un edifici posterior. El març de 2019, un camió va demolir el singular arc de 34 dovelles però afortunadament entre agost i octubre de 2019 va ser reconstruït per la Secció d'Arqueologia de la Diputació de Lleida, a través de la línia d'ajuts de l'Institut d'Estudis Ilerdencs, a partir de la sol·licitud efectuada per l'Ajuntament de Llardecans.
Els treballs també van permetre situar la cronologia de l'arcada a les acaballes del segle xv, així com confirmar la seva pertinença a un gran casal de dues plantes de la comanda hospitalera. L'arc d'Adar és un referent patrimonial en el paisatge de la zona i en l'imaginari de les poblacions properes com és el cas de Maials i Aitona, a més de Llardecans.